# Герб Починковского района
Герб Почи́нковского муниципа́льного райо́на Нижегородской области России — опознавательно-правовой знак, наряду с флагом служащий официальным символом муниципального образования.
Утверждён решением Земского собрания Починковского муниципального района Нижегородской области от 9 июля 2017 года № 18 «О символике Починковского муниципального района Нижегородской области» и внесён в Государственный геральдический регистр Российской Федерации с присвоением регистрационного номера 11373.

## Описание
Геральдическое описание герба муниципального образования гласит:

В четверочастном зелёном и серебряном поле — стоящий золотой конь.— Положение «О символике Починковского муниципального района Нижегородской области»

## Обоснование символики
В основе герба Починковского района — исторический герб уездного города Починки Нижегородского наместничества, утвержденный 16 (27) августа 1781 года.
Символом района является основанный в 1652 году Починковский конный завод. В 1760 году это коневодческое хозяйство стало крупнейшим государственным заводом по выращиванию лошадей для привилегированного Лейб-гвардии Конного полка. Затем, с начала XX века, завод специализировался на разведении лошадей тяжеловозных пород. Выведенная хозяйством в 1952 году порода «советский тяжеловоз» вошла в список самых крупных пород мира.
Конь — символ жизненной силы, красоты, грациозности, мощи и завораживающего гармоничного движения, символ верности и в то же время неукротимой свободы, бесстрашия, воинской доблести и славы.
Разделение поля герба на четыре части символизирует соединение полей исторического герба города Починки (зелёное) и герба Нижегородской области (серебро). Административная принадлежность Починковского района к Нижегородской области может быть отражена в гербе вольной частью с фигурой герба Нижегородской области.
Применённые в гербе цвета символизируют:
- серебро (белый цвет) — символ открытости, благородства, чистоты, мира и взаимопонимания;
- зелень (зелёный цвет) символизирует весну, здоровье, надежду, а также богатства, которыми природа щедро наградила территорию района: поля, леса, луга;
- золото (жёлтый цвет) — символ высшей ценности, величия, богатства, урожая[1].

## История
Починковский муниципальный район Нижегородской области образован 15 июня 2004 года. Административный центр района — село Починки.

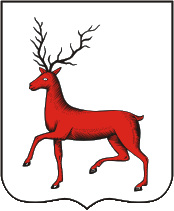
Исторический герб Нижнего Новгорода (1781)

5 (16) сентября 1779 года, в соответствии с Указом Екатерины II, Нижегородская губерния была преобразована в Нижегородское наместничество, а вошедшее в состав последнего село Починки получило статус уездного города. Поскольку некоторые города (включая Починки), приписанные к новообразованному наместничеству, на тот момент ещё не имели собственных гербов, Правительствующий сенат поручил их составление действительному статскому советнику Александру Андреевичу Волкову, исправлявшему должность герольдмейстера в департаменте Герольдии при Сенате. «Вновь сочинённые» и собранные «кои уже были прежде» Волковым гербы 13 городов Нижегородского наместничества, после рассмотрения их Сенатом, были представлены на Высочайшую конфирмацию Екатерине II и 16 (27) августа 1781 года Высочайше утверждены императрицей. Согласно принятому Указу во все вновь сочинённые гербы, в верхнюю часть щита, помещалась фигура «старого» герба Нижнего Новгорода: в белом поле красный олень, рога и копыта чёрные. В прилагавшемся к Указу нумерованном списке герб города Починки значился под номером IV и имел следующее описание:

Золотой конь въ зелёном полѣ, означающій знатные конные заводы, находящіеся въ окрестностях сего города.— Высочайше утверждённый доклад Сената «О утверждении гербов городам Нижегородского наместничества»

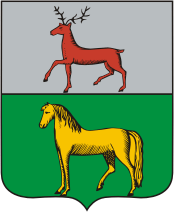
Исторический герб Починок(1781)

Рисунок этого герба был включён в первое издание Полного собрания законов Российской империи (1830), а в 1899 году — в гербовник Винклера (на тот момент Починки являлись заштатным городом Лукояновского уезда Нижегородской губернии). Последнее издание содержало более полное, чем в докладе Сената, описание:

Въ верхней части щита гербъ Нижегородскій. В нижней — золотой конь, въ зелёном полѣ, означающій знатные конные заводы, находящіеся въ окрестностях сего города.— «Гербы городов Российской империи»
В 1861 году, в период геральдической реформы Кёне, был разработан ещё один проект герба Починок (официально не утверждён): щит, рассечённый зеленью и серебром, в котором изображён конь с переменой финифти и металла. В вольной части щита помещался герб герб Нижегородской губернии. Щит венчала червлёная стенчатая корона о трёх зубцах и обрамлял венок из золотых колосьев, перевитых Александровской лентой.

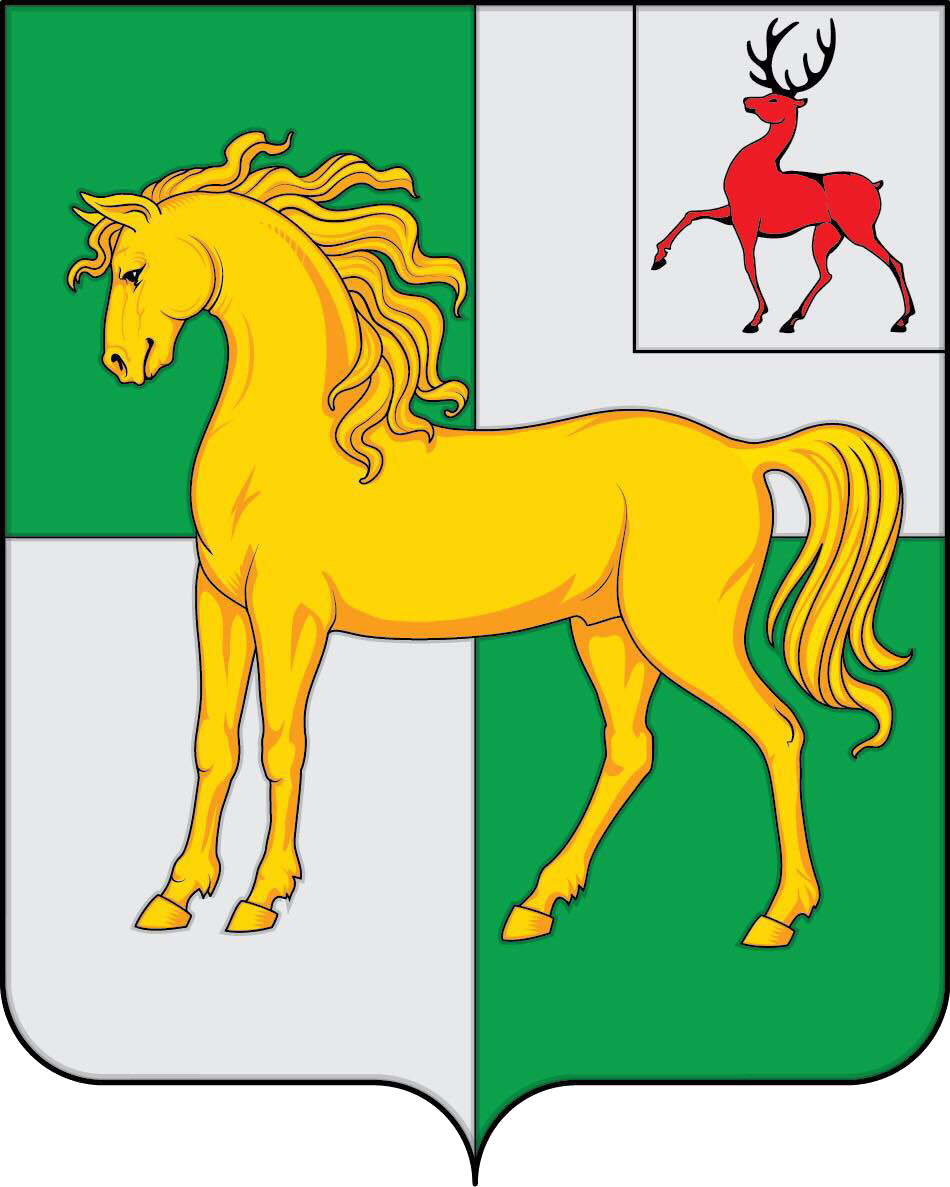
Герб Починковского района (2017)

Исторический герб Починок 1781 года был взят за основу при составлении первого герба Починковского района, утверждённого 12 июля 2002 года со следующим описанием:

В верхней части щита в серебряном поле идущий червлёный олень, рога о шести отростках и копыта чёрные; в нижней — в зелёном поле золотой конь с черными гривой, хвостом и копытами.— Сайт «Геральдикум.ру»
Негеральдическое описание данного герба было включено в статью 2 Устава района, зарегистрированного постановлением Законодательного Собрания Нижегородской области от 26 сентября 2002 года. К уставу прилагался и рисунок герба.
Фигура оленя (символ Нижегородской области), помещённая в верхней части щита, также была использована в гербах Балахинского, Болшеболдинского, Краснобаковского, Пильненского районов и ряда других муниципальных образований региона.
Современный герб муниципального образования разработан при участии Союза геральдистов России авторской группой в составе: Виктор Иванович Бацин, Константин Мочёнов (идея герба); Анна Гарсия (художник и компьютерный дизайн) и Ольга Френкель (обоснование символики). Представленный ими вариант, имевший некоторое сходство с проектом герба 1861 года, был одобрен 10 апреля 2017 года на заседании Земского собрания Починковского муниципального района. 5 июля 2017 года, после прохождения экспертизы в Геральдическом совете при Президенте РФ, данный герб и составленный на его основе флаг были внесены в Государственный геральдический регистр (герб — под номером 11373, флаг — под номером 11374). 9 июля 2017 года депутаты Земского собрания официально утвердили новые символы муниципального образования.
Новый герб, согласно Закону «О гербе Нижегородской области» и положению «О символике Починковского муниципального района Нижегородской области», мог воспроизводиться с вольной частью (прямоугольник в одном из верхних углов геральдического щита), в которой помещался герб области в виде главной фигуры — оленя (как знак, обозначающий административно-территориальную принадлежность района).